# Messier 25
Messier 25 (také M25 nebo IC 4725) je jasná otevřená hvězdokupa v souhvězdí Střelce. Na čisté a tmavé obloze je bez velkých potíží viditelná i pouhým okem. Od Země je vzdálená asi 2 000 ly. Objevil ji Jean-Philippe Loys de Chéseaux v roce 1745.

## Pozorování

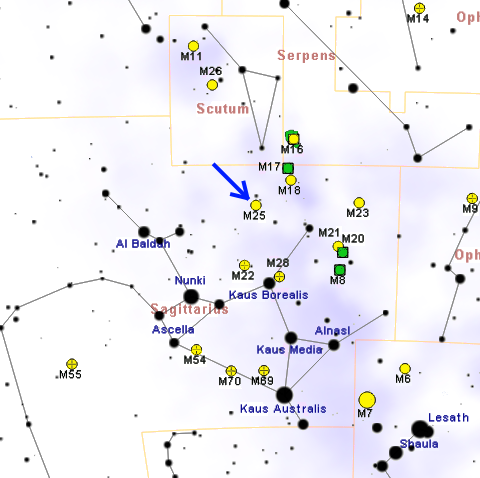
Poloha M 25 v souhvězdí Střelce

M25 se na obloze nachází přibližně 4,5° severovýchodně od hvězdy μ Sagittarii a leží v bohatém hvězdném poli, protože tímto směrem leží velká hvězdná oblaka Mléčné dráhy. Na čisté a tmavé obloze je viditelná i pouhýma očima, ale lépe a jednoduše viditelná je v triedru (např. 10x50), pomocí kterého je možné rozeznat i některé její hvězdy. Hvězdářský dalekohled o průměru 114 mm nebo větší hvězdokupu rozloží na stovku hvězd. Hvězdokupu ale není vhodné pozorovat při velkém zvětšení, protože je velmi rozlehlá a nevejde se pak celá do zorného pole.
Poblíž M25 se nachází mnoho dalších objektů Messierova katalogu, například 3° západně leží otevřená hvězdokupa M24 a 5° jižně jasná kulová hvězdokupa M22.
M25 je snadno pozorovatelná z většiny obydlených oblastí Země, protože má pouze nízkou jižní deklinaci. Přesto je její pozorování v severní Evropě a Kanadě, tedy blízko polárního kruhu, velmi obtížné a například ve střední Evropě zůstává poměrně nízko nad obzorem. Na jižní polokouli je hvězdokupa dobře viditelná vysoko na obloze během jižních zimních nocí a v jižní části tropického pásu je možno ji vidět dokonale v zenitu. Nejvhodnější období pro její pozorování na večerní obloze je od června do října.

## Historie pozorování
Hvězdokupu objevil Jean-Philippe Loys de Chéseaux v roce 1745 a popsal ji jako "kupu hvězd mezi lukem a hlavou Střelce." Charles Messier ji přidal do svého katalogu v roce 1764 s tímto popisem: "kupa malých hvězd v blízkosti dvou předchozích kup, mezi hlavou a okrajem luku Střelce. Nejbližší známou hvězdou je 21 Sagittarii, která je podle Flamsteeda šesté magnitudy. Její hvězdy jsou v obyčejném dalekohledu o průměru 3,5 palce obtížně viditelné. Nemá kolem sebe mlhovinu. Její poloha je určena hvězdou m Střelce."

## Vlastnosti
M25 je velmi rozptýlená otevřená hvězdokupa tvořená padesáti hvězdami do 12. magnitudy a možná několika tucty ještě slabších hvězd. Nachází se ve vzdálenosti kolem 2 000 světelných let od Země. Její zdánlivý průměr je 32 úhlových minut, zatímco skutečný průměr je kolem 19 světelných let.
Členem hvězdokupy je jedna cefeida označovaná jako U Sagittarii, jejíž perioda je 6,74 dne.